# 8572 Нідзьо
8572 Нідзьо (8572 Nijo) — астероїд головного поясу, відкритий 19 жовтня 1996 року.
Тіссеранів параметр щодо Юпітера — 3,627.
Названо на честь Нідзьо (яп. にじょう(二条) нідзьо:)